# Třída Achelous
Třída Achelous byla třída opravárenských lodí námořnictva Spojených států amerických z doby druhé světové války. Plavidla sloužila jako plovoucí díly pro opravu menších vyloďovacích plavidel. Celkem bylo postaveno 39 jednotek této třídy. Zahraničními uživateli lodí této třídy se staly Argentina, Čínská republika, Čínská lidová republika, Filipíny, Indonésie, Írán, Jižní Vietnam, Turecko, Spojené království a Venezuela.

## Stavba

USS Minos (ARL-14)

Celkem bylo postaveno 39 jednotek této třídy. Přestavba dalších šesti byla roku 1945 zrušena.

## Konstrukce
Plavidla využívala trupů rozestavěných amerických tankových výsadkových lodí. Byla vyzbrojena dvanácti 40mm kanóny Bofors a dvanácti 20mm kanóny Oerlikon. Pohonný systém tvořily dva diesely General Motors o celkovém výkonu 1800 bhp, pohánějící dva lodní šrouby. Nejvyšší rychlost dosahovala 12 uzlů. Dosah byl 7200 námořních mil při rychlosti 10 uzlů.

## Uživatelé

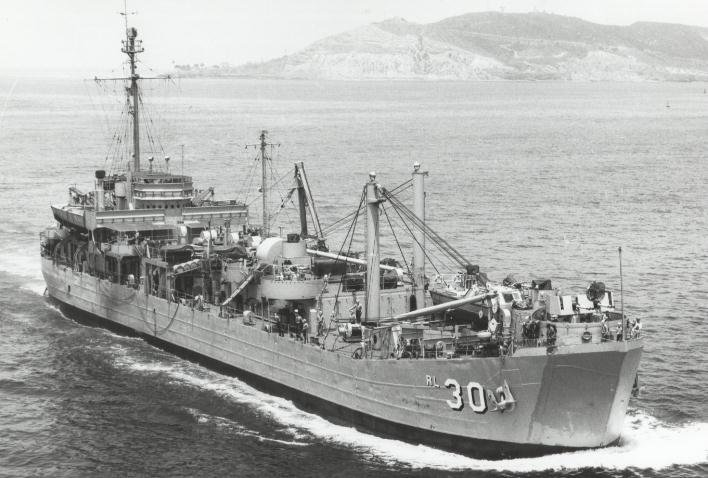
USS Askari (ARL-30)

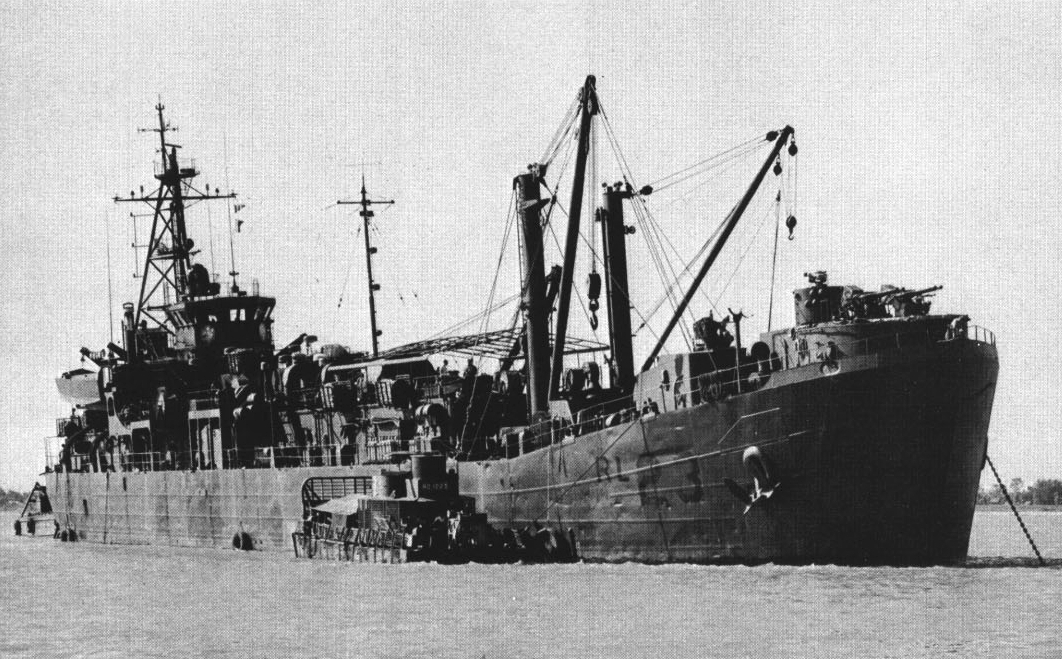
USS Satyr (ARL-21) během nasazení na řece Mekong

- Argentinské námořnictvo – roku 1947 získalo dvě původně britská plavidla HMS LSE-1 a HMS LSE-2.[3][4]

- Britské královské námořnictvo – roku 1943 v rámci lend-lease získalo ARL-5 a ARL-6 a zařadilo je jako HMS LSE-1 a HMS LSE-2. Obě byly roku 1947 prodány Argentině.[4][5]

- Námořnictvo Čínské republiky – Roku 1957 získalo Achilles (Sing-an). Roku 1949 plavidlo ztroskotalo a bylo ukořistěno komunistickou Čínou.[6] Roku 1957 od Francie získalo plavidlo Vulcain (A656) a zařadilo jej jako Sung-šan (ARL-336)[7]a změněno jako Wu-tchaj (AP-520, ex ARL-236) v roce 1968.

- Námořnictvo Čínské lidové osvobozenecké armády – roku 1949 ukořistilo opuštěnou ztroskotanou Sing-an a zařadilo ji do služby jako Ta-ku Šan.[6]

- Filipínské námořnictvo – roku 1961 získalo Romulus (Aklan),[8] roku 1971 Krishna (Narra)[9] a dále roku 1975 námořnictvo převzalo jihovietnamskou Vinh Long a zařadilo ji jako Yakal (ARL-517).[10]

- Francouzské námořnictvo – roku 1951 získalo plavidlo Agenor, zařazené jako Vulcain.[7]

- Indonéské námořnictvo – roku 1971 mu byla zapůjčena a později prodána Askari (Ri Djaja Widjaja).[11]

- Íránské námořnictvo – roku 1968 zapůjčena Gordius (Sohrab).[12]

- Námořnictvo Korejské republiky – v 50. letech získalo Minotaur (Doksu (ARL-1)).[13]

- Námořnictvo Vietnamské republiky – roku 1971 získalo Satyr (Vinh Long (HQ-802)). Po pádu země plavidlo uniklo na Filipíny.

- Turecké námořnictvo – roku získalo Patroclus (Basaran).[5]

- Venezuelské námořnictvo – roku 1962 získalo Quirinus (Guayana).[14]

## Operační služba

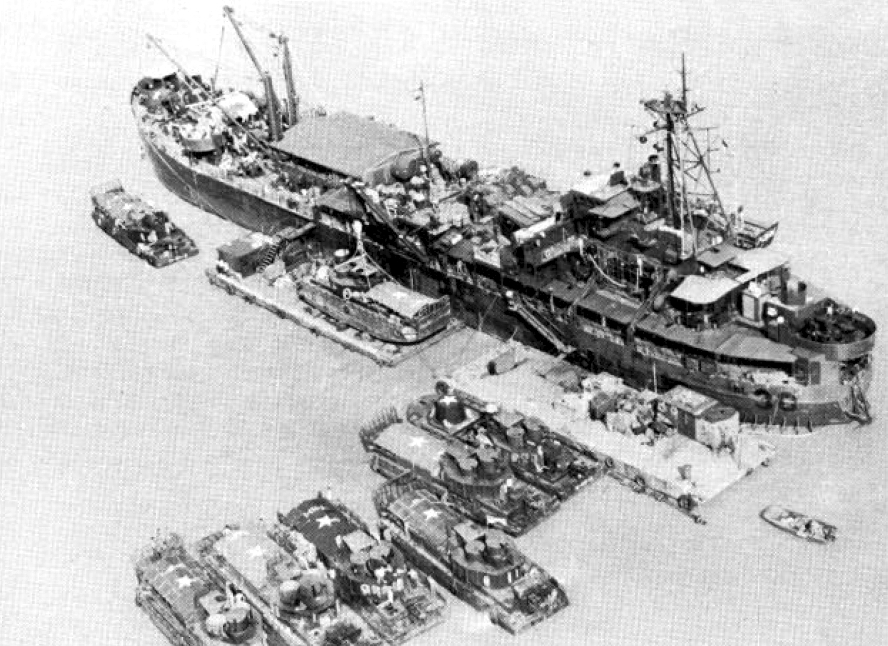
Askari během nasazení ve vietnamské válce

Americká plavidla třídy Achelous byla nasazena v druhé světové válce, korejské válce i vietnamské válce.